# 広兼邸
広兼邸（ひろかねてい）は岡山県高梁市にある歴史的建造物である。吹屋ふるさと村の保存建造物の一つであり、吹屋中心部より南方約3キロメートルに位置する。

## 概要
江戸時代後期に小泉銅山とローハ（緑礬・硫酸鉄＝ベンガラの原料）製造を営み巨大な財を成した大野呂の庄屋広兼家2代目の元治が建てた巨大な邸宅。1977年の松竹映画『八つ墓村』（八つ墓村 (1996年の映画)でも再度使用）などの映画のロケ地としても知られる。
城郭のような雄大な石垣と母屋・土蔵3棟・桜門・長屋は江戸時代の文化10年（1810年）に、離れは大正時代に建設された。敷地は781坪（2,581平方メートル）、母屋は98坪（323平方メートル）に及ぶ。
庭園には水琴窟が設置されている。
周囲には代官御用所として惣代庄屋を務めていた人の住まう活きた文化財西江邸がある。松竹映画『釣りバカ日誌18』のロケ地となった。

## 利用情報
- 開館時間 -  9 - 17時（12 - 3月は10 - 16時）
- 閉館日 - 休館日　12月29日～31日
- 所在地 - 岡山県高梁市成羽町中野2710
- 入館料 - 大人400円　小人200円　（団体割引あり）

## 交通アクセス
- JR伯備線 備中高梁駅から備北バス「吹屋行」で60分、終点下車、徒歩30分
- 岡山自動車道・賀陽ICから車で60分
- 中国自動車道・新見ICから車で60分